# Schlacht von Chuenpi (1839)
Kowloon – 1. Chuenpi – 1. Chusan – Damm – 2. Chuenpi – Humen – First Bar Island – Whampoa Island – Broadway – 1. Kanton – 2. Kanton – Sanyuanli – Amoy – 2. Chusan – Zhenhai – Ningbo – Ciqi – Zhapu – Wusong – Zhenjiang – Nerbudda
Bei der Schlacht von Chuenpi (chinesisch 穿鼻之戰 / 穿鼻之战, Pinyin Chuānbí zhī zhàn) kam es am 3. November 1839 zu einem Seegefecht zwischen britischen und chinesischen Seestreitkräften in der Perlflussmündung. Beide Seiten erklärten sich für siegreich. Die britischen Schiffe zogen sich daraufhin nach Macau zurück. Das Gefecht gehörte mit der Schlacht von Kowloon zu den ersten Gefechten des Ersten Opiumkriegs.

## Vorgeschichte
Der von Kaiser Daoguang entsandte Kommissar zur Unterdrückung des Opiumhandels Lin Zexu versuchte Ende 1839, den Schmuggel von Opium von den Schiffen europäischer Händler in Guangzhou zu unterbinden. Im Verlauf dieser Maßnahmen blockierte er die Enklave der Dreizehn Faktoreien. Ebenso verfügte er, dass westliche Handelsschiffe nur nach einer Erklärung, kein Opium mit sich zu führen, den Hafen anfahren durften. Im Missachtungsfalle stellte Lin die Zerstörung der Schiffe und die Todesstrafe für die Besatzungen in Aussicht. Britische Seeleute unter der Befehlsgewalt des britischen Handelssuperintendenten Charles Elliot hatten – nach der Ablehnung der Chinesen, zum Kauf von Wasser und Proviant an Land zu gehen – am 4. September bei Kowloon das Feuer auf chinesische Schiffe eröffnet, was in einem kurzen Seegefecht mündete. Am 12. September setzten chinesische Soldaten ein spanisches Landungsschiff in Brand, welches sie für ein britisches Boot hielten.
Am 3. November 1839 unterzeichnete der Kapitän des britischen Handelsschiffes Thomas Coutts die von Lin verlangte Erklärung. Er wurde jedoch von den zwei britischen Kriegsschiffen Volage (28 Geschütze) und Hyacinth (18 Geschütze) an der Hafeneinfahrt gehindert. Nach chinesischen Angaben entspann sich das Gefecht, als die chinesischen Seestreitkräfte die Briten daran hindern wollten, einem weiteren Schiff, der Royal Saxon, das Einlaufen in den Hafen zu verwehren. Laut Angaben von Elliot eröffnete dieser die Kampfhandlungen, nachdem sich ihm Admiral Guan Tianpei mit einer Flottille von 29 Schiffen gefährlich genähert habe. Den Ausschlag zum Angriff ergab laut Elliot die Warnung eines untergebenen Kapitäns vor einem Nachtangriff der Chinesen. Vorher forderten die Briten Guan Tianpei auf, sich mit seinen Schiffen zurückzuziehen. Dies quittierte dieser mit der Forderung nach der Herausgabe mutmaßlicher britischer Straftäter, was schon länger von den Chinesen gefordert worden war.

## Verlauf

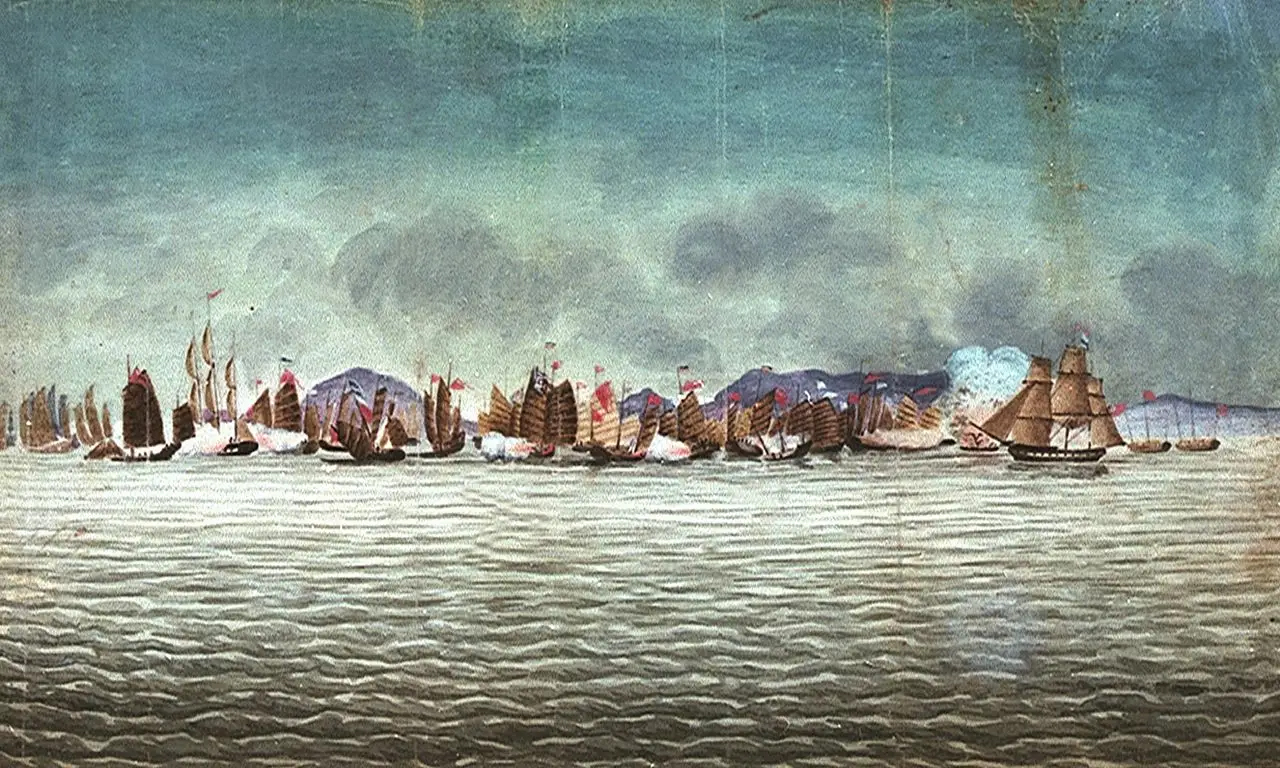
HMS Volage und HMS Hyacinth im Gefecht mit chinesischen Kriegsdschunken

Nach den zeitgenössischen Quellen seien im Laufe des Seegefechts die britischen Schiffe zum Rückzug gezwungen worden. Elliot berichtete, dass die britischen Schiffe die chinesische Flottille in die Flucht geschlagen hätten. Eine Verfolgung sei aufgrund der schwachen eigenen Kräfte nicht sinnvoll gewesen. Die britischen Schiffe zogen sich jedenfalls nach dem Gefecht nach Macau zurück. Elliot begründete dies damit, dass die Stadt eine bessere Operationsbasis bieten würde.

## Folgen
Die Berichte beider Seiten über Verluste und Schäden gehen weit auseinander. Laut chinesischen Angaben seien 15 britische Seeleute getötet worden und es habe viele Verwundete gegeben. Lin berichtete 21 getötete britische Seeleute und eine schwere Beschädigung der Volage. Elliot berichtete, drei Dschunken der Qing-Flotte versenkt zu haben. Als Verluste meldete er nur wenige leicht Verwundete.
Lin Zexu vermeldete einen heroischen militärischen Sieg, ab der Schlacht von Chuenpi argumentierte er in seiner Korrespondenz mit Daoguang jedoch, dass die Briten auf See überlegen wären und deshalb nicht ohne die Unterstützung von Landbefestigungen angegriffen werden sollten. Lin ging zu diesem Zeitpunkt davon aus, dass Elliot ohne Rückendeckung der britischen Regierung aggressiv gehandelt hätte. Daoguang bekräftigte gegenüber Lin, die Briten nicht mehr zum Handel in Kanton zulassen zu wollen.